# Sellapass
Der Sellapass (italienisch Passo della Sella) ist ein Gebirgspass im Gotthardmassiv.
Er liegt in einer Höhe von 2700 m ü. M. zwischen dem Pizzo Prevat im Norden und dem Giübin im Südosten und verbindet die Gotthardpasshöhe im Westen mit dem Hintergrund des Unteralptals im Nordosten. Auf der Passhöhe verläuft die Grenze zwischen den Gemeinden Airolo (Kanton Tessin) und Andermatt (Kanton Uri).
Der Pass ist mit einem Wanderweg erschlossen (T2). Von der Passhöhe aus kann in wenigen Minuten der Gipfel des Giübin (2776 m ü. M.) erreicht werden.
Im Mai 1799 erreichten österreichische Truppen (niederländische Jäger unter Oberstlieutenant Johann Le Loup, dem späteren Kommandeur des k.u.k. Infanterieregiments Nr. 59) den Sellapass vom Süden her.